# Jung Hong-won
Jung Hong-won (* 9. Oktober 1944 in Hadong, Gyeongsangnam-do) ist ein südkoreanischer Politiker und war von 2013 bis 2015 der 42. Premierminister Südkoreas. Er ist Mitglied der konservativen Saenuri-Partei.
Vor seinem Gang in die Politik studierte er Rechtswissenschaft an der Sungkyunkwan University. Er arbeitete danach als Staatsanwalt, trat 2012 von diesem Amt zurück und wurde anschließend als erster Kandidat für das Amt des Premierministers in der Regierung von Staatspräsidentin Park Geun-hye aufgestellt. Nach der Bestätigung durch die südkoreanische Nationalversammlung wurde er am 26. Februar 2013 vereidigt.
Nachdem die Reaktion der Regierung Südkoreas auf das Unglück der Fähre Sewol in massive Kritik geraten war, bot Jung Hong-won am 27. April 2014 seinen Rücktritt an. Staatspräsidentin Park Geun-hye nahm diesen an, erklärte aber, er solle im Amt bleiben, bis die Bergung des Schiffes beendet sei. Am 16. Februar 2015 wurde er von Lee Wan-koo abgelöst.